# Нижегородский институт ФСБ России
Нижегородский институт ФСБ России — высшее военно-учебное заведение, основанное 10 августа 1935 года, осуществляющее подготовку и переподготовку офицерских кадров для Федеральной службы безопасности.

## Основная история
10 августа 1935 года Постановлением Совета народных комиссаров СССР и Приказом НКВД СССР в городе Горький в системе Главного управления государственной безопасности была создана Горьковская межкраевая школа ГУГБ НКВД СССР для подготовки оперативных и финансовых сотрудников для органов государственной безопасности Наркомата внутренних дел. С 1941 по 1945 год в период Великой Отечественной войны в школе были созданы курсы подготовки руководящего и оперативного состава, особые курсы по подготовке специалистов правительственной связи, радистов и криптографов.
С 1946 года в Горьковской межкраевой школе НКГБ, с 1946 года — МГБ, с 1953 года — МВД СССР, с 1954 года — КГБ при СМ СССР проходили обучение сотрудники органов военной контрразведки и территориальных органов государственной безопасности.  С 1957 по 1960 год в Горьковской межкраевой школе проходили обучение оперативные сотрудники военной контрразведки из особых отделов КГБ СССР. С 1935 по 1960 год за весь период существования школы, было  подготовлено свыше семи с половиной тысяч оперативных сотрудников государственной безопасности. 22 января 1960 года Приказом по КГБ СССР Горьковская межкраевая школа была расформирована.
9 июля 1984 года Постановлением Совета Министров СССР и Приказом КГБ СССР в городе Горький были созданы Высшие курсы КГБ СССР, с 1992 года — МБ с 1993 года — ФСК, курсы занимались подготовкой и повышением квалификации оперативных и руководящих кадров государственной безопасности. 30 августа 1985 года Высшие курсы КГБ СССР были открыты и 27 января 1986 года состоялся первый выпуск слушателей.
20 февраля 1995 года Постановлением Правительства Российской Федерации Высшие курсы ФСК РФ были преобразованы в Институт переподготовки и повышения квалификации сотрудников ФСК — ФСБ России, став высшим военным образовательным заведением. 18 августа 2007 года Постановлением Правительства Российской Федерации к Институту переподготовки и повышения квалификации ФСБ был присоединён Нижегородский военно-медицинский институт ФСБ (создан на базе Военно-медицинского факультета при Горьковском медицинском институте) и 19 октября того же года Приказом по ФСБ РФ на их базе был создан Нижегородский институт ФСБ России. За всё время существования института 
было подготовлено свыше десяти тысяч офицерских кадров в области государственной безопасности. Среди выпускников института четверо офицеров было удостоено звания Герой Российской Федерации, свыше двадцати офицеров-выпускников впоследствии получили генеральские звания.

## Руководители
- 1984—1991 —  генерал-майор И. Г. Филатов[3]
- 2002— ? —  генерал-майор С. М. Паршин
- с 2021 — Е.Н. Кобыльченко

## Известные выпускники
- Крупинов, Анатолий Александрович